# Дворац Лесли
Дворац Лесли (енгл. Castle Leslie) је дворац у Ирској. Он је био дом породице Лесли.

## Архитектура
Градња дворца је започета 1870. године за Џона Леслија. Градња је завршена 1871. године.
Дворац је грађен у стилу Шкотске барониалне архитектуре.

## Некретнине
Око дворца се налазе 3 мала језера која су добила имена по селима, а у близини је парк у којем има неколико потока и неколико шума. Ово је и данас дом породице Лесли.

## Уклети дворац
Норман Лесли био је војник током 1. светског рата.
Када се последњи пут вратио у дворац стајао је поред потока у близини дворца. Једна од жена у дворцу га је видела. Отишла је рећи његовој мајци да се вратио. Његова мајка је брзо истрчала из дворца и хтела је да га позове да уђе. Када је изашла њега није било. Након пар дана примила је вест да је он погинуо још пре, тако да није могао доћи у дворац. Његова породица је мислила да је то био његов дух. Доста брачних парова који су живели у дворцу спавали су у његовој бившој соби. До сада су три пара видела његов дух када би се пробудили. У првом случају, су наводно видели његов дух како тражи нешто по ладицама. Водитељица дворца која се тада бринула да буде у дворцу све уреду, тражила је важне папире, но никако их није могла наћи. Тај брачни пар се одма преселио у другу собу. Кад је дошао нови брачни пар ујутро они су видели Норманов дух како им показује један папир. Након пар сати водитељица дворца је нашла папир, исти онакав какав је Норманов дух показао. Један члан породице Лесли је наводно видео како Норманов дух одлази у своју собу и улази у ормар. Након тога је отворио орман но тамо није било никога.